# Золотогуз
Золотогу́з (Euproctis chrysorrhoea L.) — шкідливий метелик. Пошкоджує всі плодові культури і багато лісових листяних порід. Вагомий внесок у вивчення біології золотогузу та розробку методів боротьби з ним зроблений М. В. Курдюмовим.

## Опис
Білий нічний метелик з розмахом крил 32-35 міліметрів. Кінець черевця самки потовщений і густо вкритий золотистими волосками, якими вона прикриває яйця під час відкладання. У самця на кінці черевця є лише щіточка червоних волосків.

## Екологія

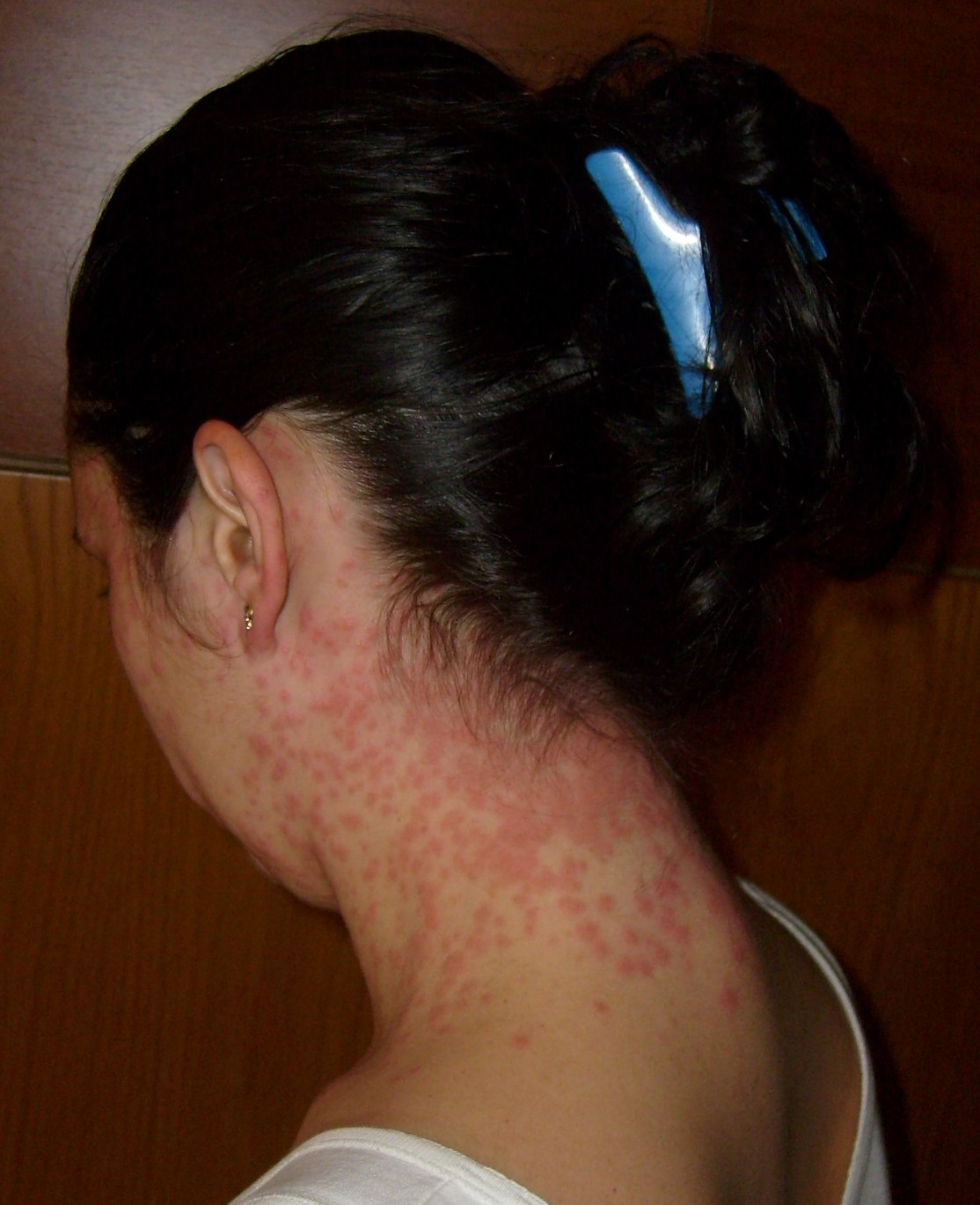
Шкіра після контакту з гусінню

Яйця відкладає на листя у вигляді довгастих золотистих подушечок довжиною 12-25 міліметрів і шириною 6-8 міліметрів. В кожній подушечці буває до 300 яєць. У кінці липня з яєць виходять гусениці, які живуть цілими виводками і виїдають зелену частину листків, залишаючи лише жилки. Пошкоджену частину гілки з листками гусениці обплітають білою щільною павутиною, утворюючи великі гнізда, в яких і зимують. Навесні під час розпускання бруньок гусениці виходять із зимових гнізд і пошкоджують бруньки, а потім і листя. Ростуть гусениці до червня, досягаючи 35 міліметрів завдовжки. Вони вкриті твердими довгими волосками, які, потрапляючи на тіло людини, впинаються в шкіру, обламуються і викликають свербіж, як від кропиви. Тому при обробці насаджень проти золотогуза треба надягати халати з відлогами.

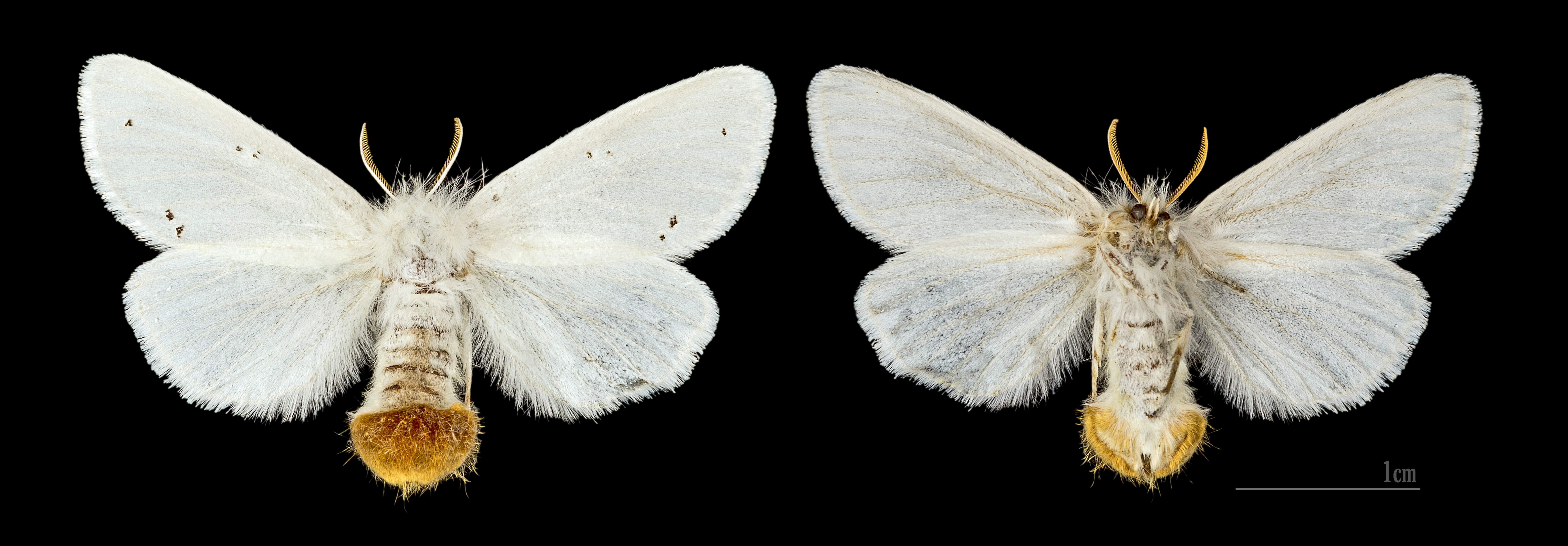
♀
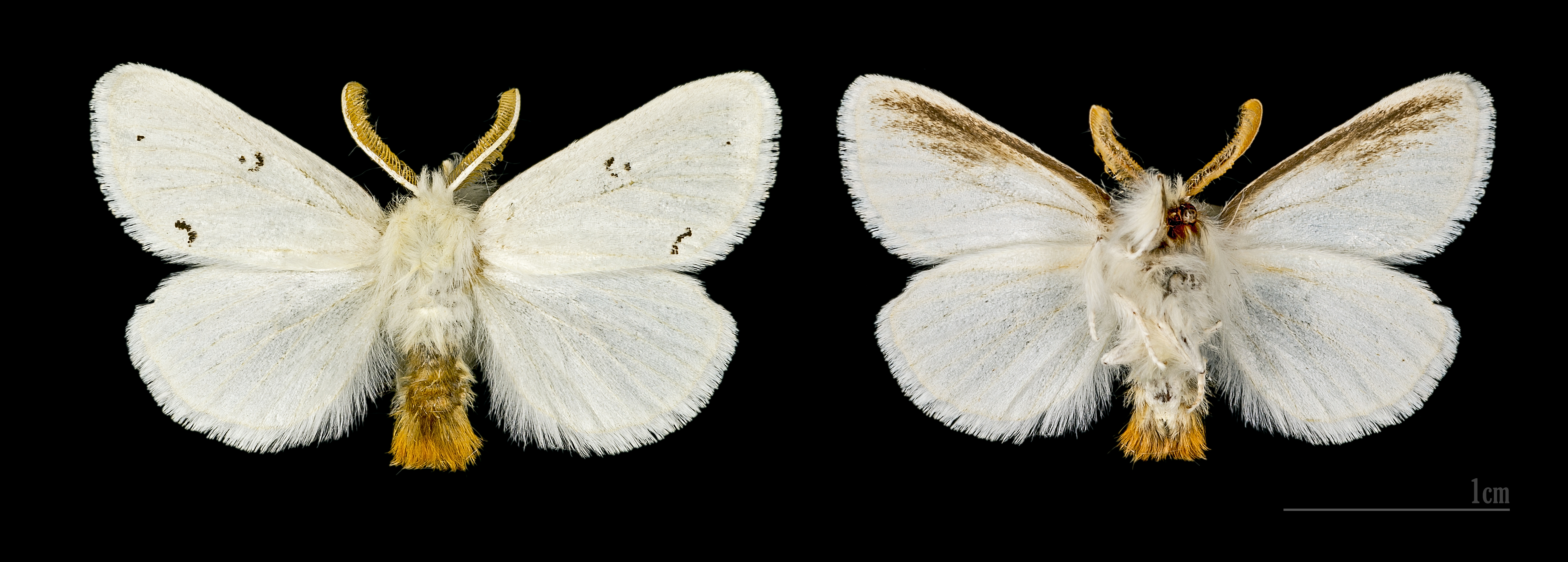
♂